# Kostel svatého Stanislava (Kunštát)
Kostel svatého Stanislava je římskokatolický chrám v obci Kunštát v okrese Blansko. Je chráněn jako kulturní památka České republiky. Jde o farní kostel farnosti Kunštát na Moravě.

## Historie
Farní kostel byl zřejmě založen už v počátcích města Kunou z Kunštátu někdy v druhé polovině 13. století. K tomu poukazují nepřímé důkazy (např. zasvěcení) a také výsledky archeologického výzkumu z roku 2008, které odhalily základy původního kostela pod tím současným. Roku 1687 byl kostel přestavěn do barokní podoby. Donátorem přestavby kostela byl hrabě Kašpar Bedřich z Lamberku a farář František Xaver Leffler. Bylo zvýšeno obvodní zdivo lodi a věže. Bylo postaveno nové kněžiště a přistavěna severní sakristie. Následně byly přistavěny boční kaple a sakristie s oratoří v patře (na desce zasazené v jižní zdi kaple je letopočet 1716). Ve druhé polovině 19. století byla rozšířena hudební kruchta. Roku 1890 byla zastřešena věž.

## Zařízení
Retabulové oltáře v bočních kaplích pocházejí z druhé poloviny 19. století. Zvon ve věži nese datum 1539.